# Martin Sellner
Martin Sellner, född 8 januari 1989 i Wien, är en österrikisk akademiker och aktivist. Han är en ledande aktör i högerextrema Identitäre Bewegung Österreich (IBÖ).